# "Megalosaurus" woodwardi
"Megalosaurus" woodwardi es una especie dudosa de dinosaurio terópodo que vivió a inferior del período Jurásico, hace aproximadamente 199 millones de años, entre el Sinemuriense, en lo que es hoy Europa. En 1909, llamó a un diente, NHMUK 41352 como Megalosaurus woodwardi espécimen de Lias inferior en el Jurásico tardío de Inglaterra que Richard Lydekker fue el primero en describir en 1888. Inconsciente de la publicación de Lydekker, von Huene (1926) En 1932, von Huene, crea el género Magnosaurus para M. nethercombensis, refiriéndose al M. lydekkeri.